# Juha Koskela

## Biografia
Estudante de canto da Sibelius Academy na Finlândia, Juha Koskela graduou-se com excelentes notas no ano de 2001. Desde 1999, ele estuda também com os professores Mitsuko Shirai e Hartmut Höll na Universidade de Música de Karlshure, Alemanha. Nessa mesma cidade, em 2001, ele foi o segundo colocado no concurso de Lied local.
Koskela participou de muitos concertos com diferentes pianistas da Finlândia, Alemanha e Itália. Além disso, foi solista da Orquestra da cidade de Joensuu e da Orquestra da Academia Sibelius.